# Ziegenfell

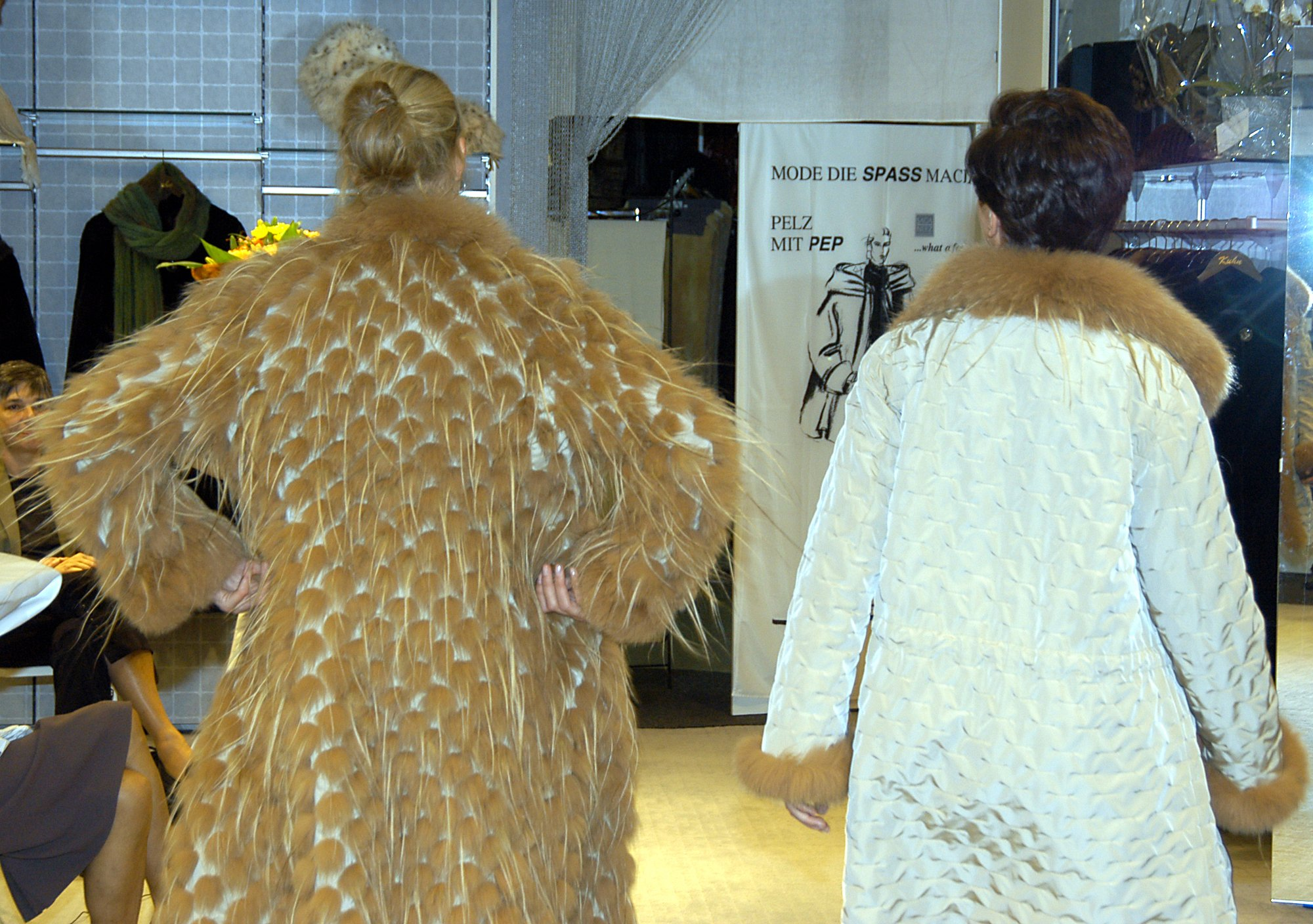
Wendemäntel, Microfaser mit kleinen Fellteilchen aus Fuchsfell und langhaarigerem Ziegenfell besetzt (2004)

Ziegenfelle werden als Pelzwaren gehandelt. Für die Pelzverarbeitung werden vor allem die Felle junger Hausziegen verwendet, sie sind als Zickelfelle im Handel.

## Ziegenfell
Die Ziege wird hauptsächlich wegen des Ziegenfleischs gehalten, eine Nebennutzung sind das Fell oder Leder, die Ziegenmilch und das Haar (Angoraziege; Mohair). Die Felle von Wildziegen finden nur gelegentlich als Dekorationsfelle (Jagdtrophäen) Verwendung.
Das Ziegenhaar ist steif, es ist nur wenig Unterwolle vorhanden. Für Pelzzwecke eignen sich nur weichhaarige Sorten mit gutem Unterhaar („Pelzziegen“). Meist werden die Häute wegen der wenig ansprechenden Behaarung nur als Leder genutzt.
Der Haltbarkeitskoeffizient für Zickel (Kid)- sowie für Ziegenfelle wird mit 20 bis 60 Prozent angegeben.
Eine andere Liste setzt die Haltbarkeit auf 23 Prozent und ordnet sie an die 31. Stelle einer unvollständigen Haltbarkeitsskala ein, die traditionell mit dem als am haltbarsten angenommenen Fell des Seeotters beginnt und hier mit dem Hasenfell auf der 41. Position endet. Bei einer Einteilung der Pelztiere in die Haar-Feinheitsklassen seidig, fein, mittelfein, gröber und hart wird das Zickel- und das Ziegenhaar als gröber eingestuft.

### Geschichte

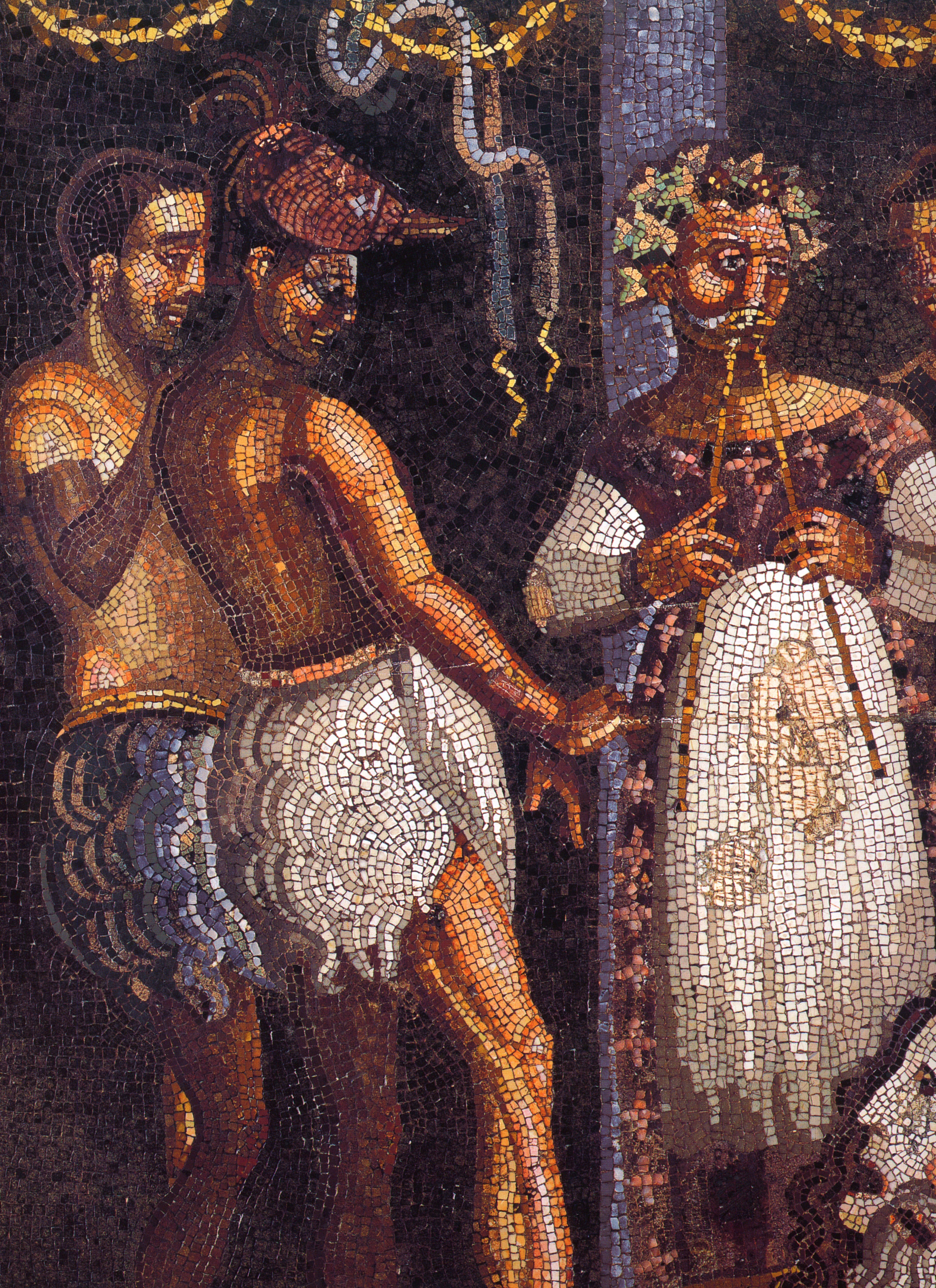
Theaterszene mit Schauspielern in Ziegenfellkostümen. Römisches Mosaik vom Boden des Tablinums in Pompeji.

Noch vor den Rindern, bereits seit dem 7. Jahrtausend vor Christus, wurden Ziegen als Haustiere gehalten und die Felle zu Kleidung verarbeitet.
Um 2000 v. Chr. wurden in Teilen Palästinas die Toten noch nicht einbalsamiert, sondern in der auf prähistorische Zeit zurückgehenden Sitte, Häute zum Bestatten der Toten verwendet. In der bekannten Geschichte von Sinuhe (ca. 1900 v. Chr.) wird erzählt, dass der Pharao Sesostris I. (etwa 1980–1935 v. Chr.) seinem geflohenen Hofbeamten schrieb: „Es soll nicht sein, dass Du in fremden Lande stirbst und die Asiaten dich begraben, indem sie deinen Körper in ein Ziegenfell einnähen“.

Ziegenfelle als Wasserbehälter
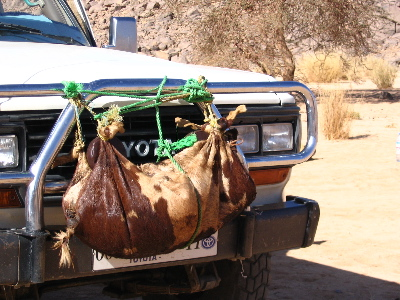
In Algerien (2004/05)
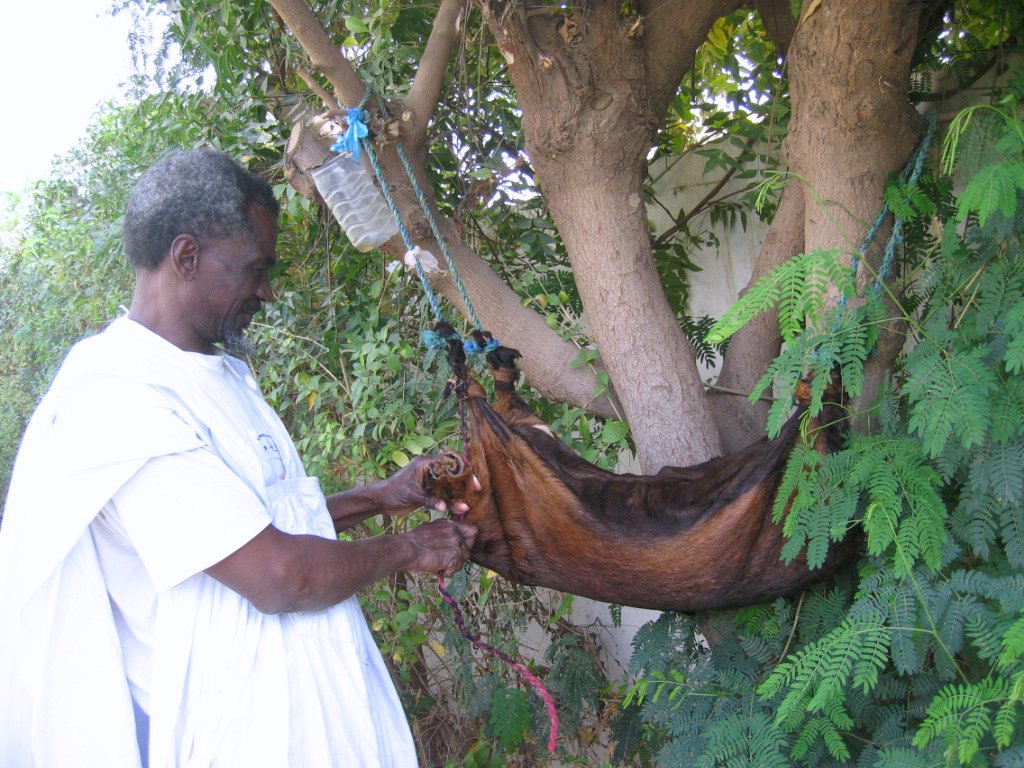
In Mauretanien

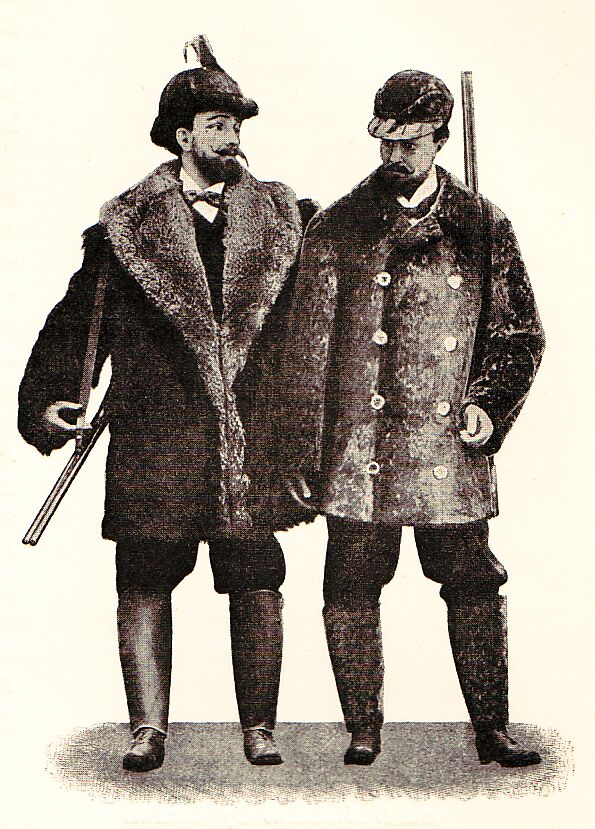
Jagdpaletots aus Ziege mit Graufuchskragen und aus Seehund.
Aus dem Artikel (1902): Neben dem Ziegen- oder Wolfpaletot (nicht abgebildet), der seinen Träger allerdings oft wie einen Urmenschen erscheinen lässt, sind die elegantesten Modelle aus billigem Material entstanden.

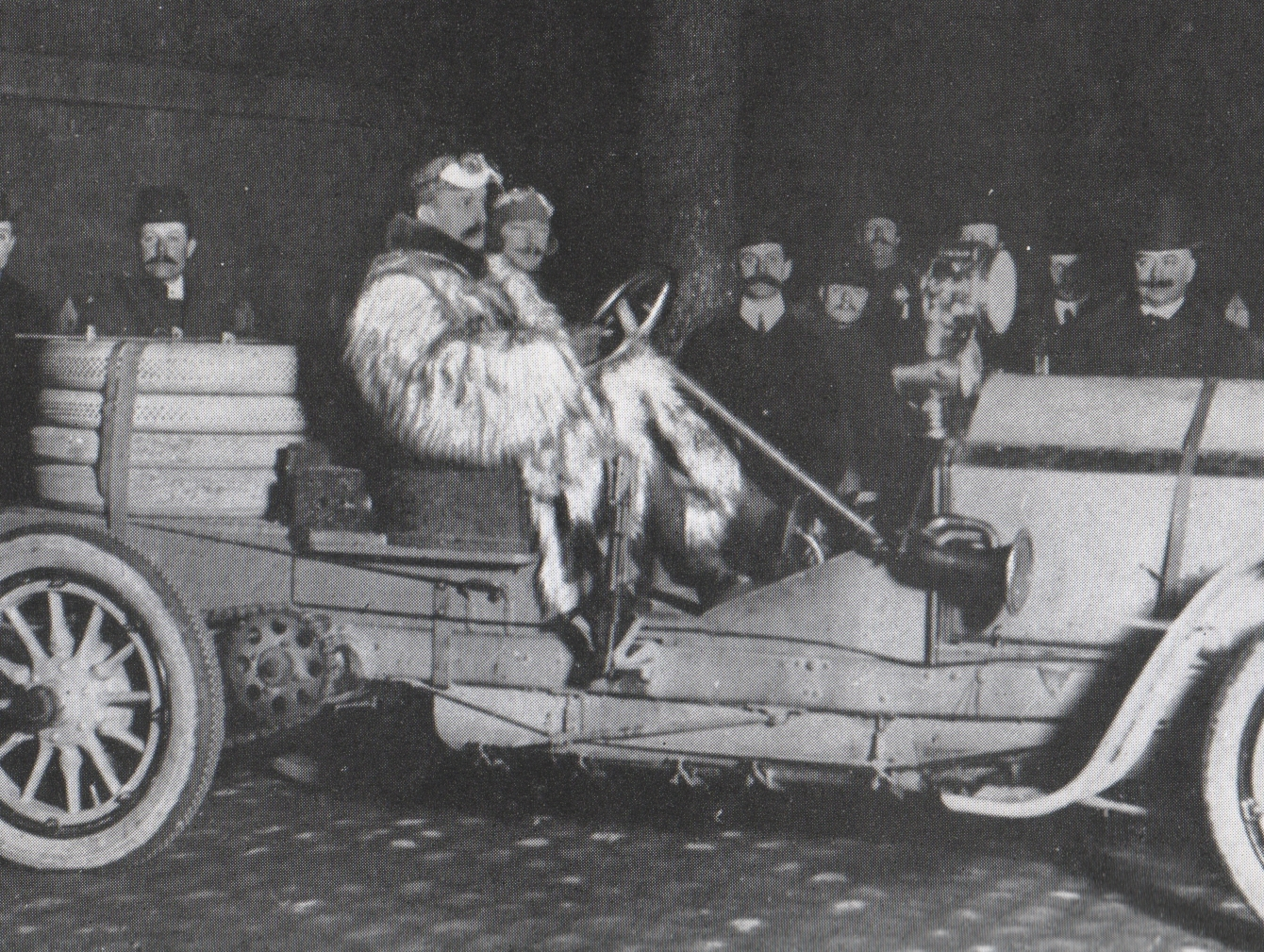
Automobilistenmäntel aus Ziegenfell (1900)

Das Höchstpreisedikt aus dem Jahr 301 n. Chr. des Römischen Kaisers Diokletian gibt folgende Fellpreise an (in Klammern in Römischen Ziffern), die Überschreitung war mit der Todesstrafe bedroht:
rohes Lamm- oder Zickelfell 40 Drachmen (XL)
gegerbtes Lamm- oder Zickelfell 16 Drachmen (XVI)
großes rohes Ziegenfell 40 Drachmen (XL)
großes gegerbtes Ziegenfell 50 Drachmen (L)
Decke aus 8 Ziegenfellen 333 Drachmen (CCCXXXIII)
Im Vergleich dazu, ein rohes Schafsfell kostete bis zu XX (= 20) Drachmen.
Aigis ist in der griechischen Mythologie ein goldenes Ziegenfell, das Zeus, bisweilen aber auch Athene oder Apollo, benutzten. Schüttelt man es, sendet es Blitz und Donner auf die Erde. Die libyschen Athene-Priesterinnen trugen die Aigis als Ziegenfellschürzen.
Hesiod riet im 7. Jahrhundert v. Chr., zu Beginn der kalten Jahreszeit junge Zickelfelle mit Ochsensehnen zusammenzunähen, um sie als Schutz über den Schultern zu tragen und mit einem Riemen um die Lenden zu gürten. Als Kopfbedeckung empfahl er dazu einen gutpassenden Pilos (Pelzmütze). – Griechische Sklaven trugen die Katonake, einen Überwurf aus Ziegen- oder Schaffell.
Cato der Ältere wurde dafür gelobt, dass er statt Bettdecken Ziegenfelle gebrauchte, um als Vorbild die Bürger Roms zur Mäßigkeit zu erziehen. Ebenfalls in Rom liefen „die Ehefrauen denen Lupercis als Priester ihres Abgotts Pan entgegen und ließen sich mit Fellen und geopferten Ziegen öffentlich schlagen, in Meinung als befördere solches bey ihnen die Fruchtbarkeit, und brächte den Schwangeren eine leichte und glückliche Geburts-Stunde“.
Nicht nur in Mesopotamien dienten aufgeblasene Ziegen- und Schafsfelle bis ins letzte Jahrhundert als sogenannte „Schwimmsäcke“, einzeln für die Personenbeförderung oder 50 bis 1600 Stück zusammengebunden und mit Brettern bedeckt als zuverlässige Transportflöße, denn sie biegen sich mit der Welle fast wie die Fische und gleiten, höchstens mit Verlust eines leicht ersetzbaren Hammelfells, über Hindernisse hinweg, an denen feste Boote zerschellen würden (Ewald Banse, Die Türkei, Braunschweig 1915).

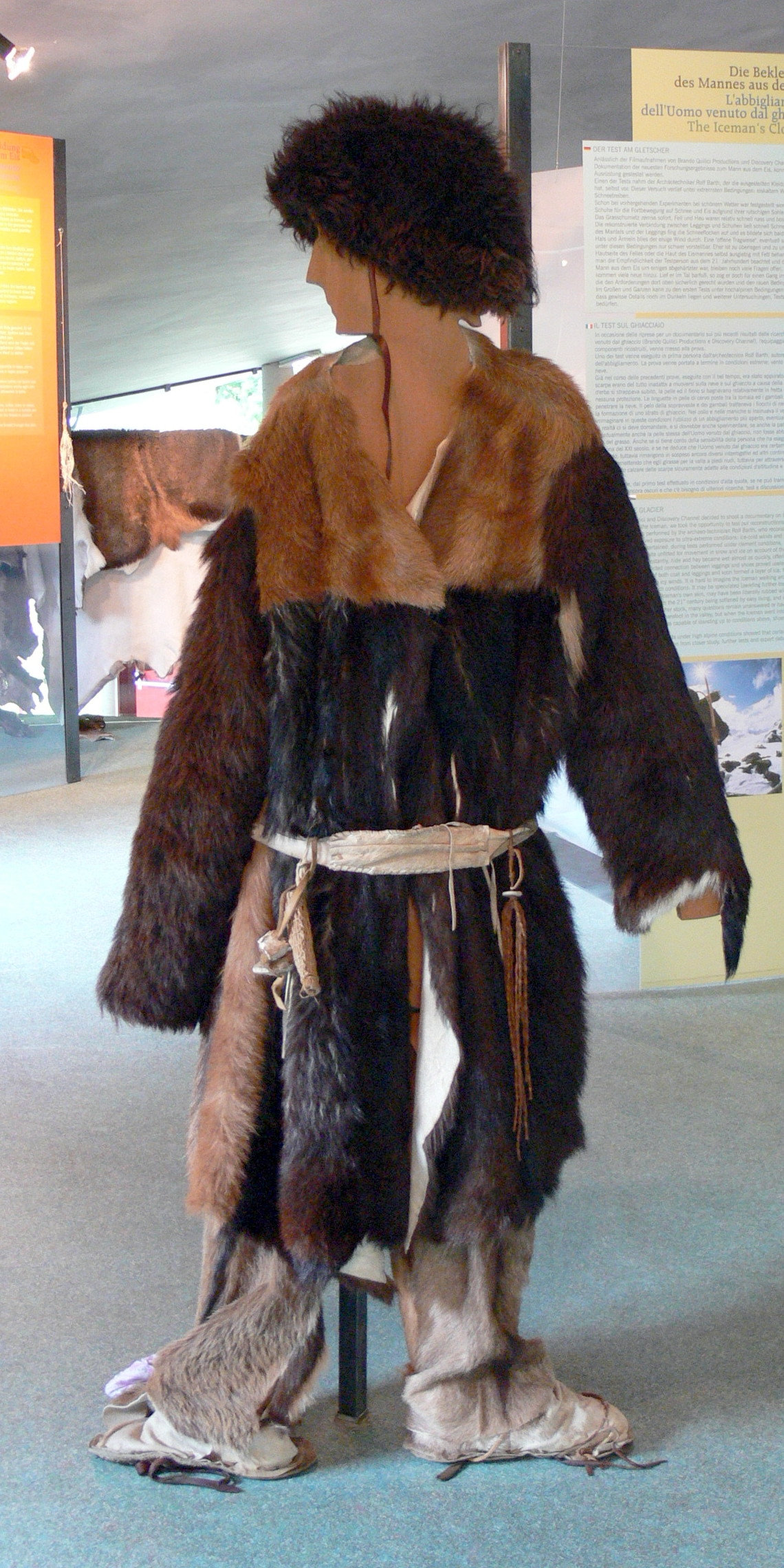
Rekonstruktion des Ötzi, dem Mann vom Tisenjoch

1991 fand man den Leichnam des Mannes vom Tisenjoch („Ötzi“), der etwa 3340 Jahre v. Chr. gelebt hat. Er war mit einer gestreiften Jacke aus braunem und weißem Ziegenfell bekleidet. Seine Beinkleid war ebenfalls aus Ziege und ähnelt den Beinlingen der nordamerikanischen Indianer, als Nähgarn benutzte er Tiersehnen. Seit März 1998 ist die Gletschermumie aus der ausgehenden Jungsteinzeit im Südtiroler Archäologiemuseum in Bozen ausgestellt.
Insbesondere in wenig für landwirtschaftliche Produktion geeigneten Landstrichen stellt, wenn eine entsprechende Nachfrage vorhanden ist, der Verkauf der Felle der genügsam lebenden Ziegen eine für die ärmere Bevölkerung wichtige Einnahme dar. 1936 berichtete eine Pelzfachzeitschrift:

„China verfügt über einen außerordentlichen Reichtum an Schafen und Ziegen. In den meisten Provinzen gilt die Schaf- und Ziegenzucht als landwirtschaftlicher Nebenerwerb. Durchschnittlich hat jeder kleine Bauer wenigstens zwei Schafe und Ziegen. Die Tiere wachsen schnell, das Futter kostet nichts, ihre Haltung ist mit geringster Arbeitsleistung verbunden. Allein die Provinz Szechuan weist annähernd 17 Millionen Tiere nach. Jährlich werden etwa 5 Millionen davon geschlachtet. Die Ziegenfelle werden von den Händlern aufgekauft und in Kueichwo, im Süden und Osten gesammelt und über Chunking zur Ausfuhr gebracht. Der Export erreichte in den letzten Jahren allein von dieser Provinz aus einen Wert von 2,5 Millionen Dollar.“

Über chinesische Ziegenfelldecken, einen der ältesten Exportartikel Chinas, führt Brass 1925 aus: Sie werden in England gefärbt. Ziegendecken kommen etwa 300.000 bis 400.000 in den Handel im Werte von 6 bis 12 Mk. per Stück.
Sachsen lieferte in der Mitte des 18. Jahrhunderts in Deutschland die meisten Ziegenfelle, die zu Pelzfuttern verarbeitet wurden. In neuerer Zeit fanden Ziegenfelle meist nur noch regional als Hirtenpelze und als sogenannte „Fahrerpelze“ für Fuhrleute Verwendung. Ferdinand Gregorovius berichtete in „Wanderjahre in Italien“ (in der Zeit von 1852 bis 1891), dass die Hirten um das Bein gebundene Ziegenfelle trugen, mit dem Haar nach außen: Dies zottige Vlies gibt ihnen das Aussehen von Satyrn, … Nicht anders gingen die Hirten in der fabelhaften Zeit gekleidet. Aber auch 1970 heißt es in einem Zitat, Selbst heute noch sind lange oder halblange, bis an die Knie reichende und mit dem Leder nach außen getragene Pelze von Ziegenfellen bei der ärmeren Bevölkerung südosteuropäischer und asiatischer Länder weitverbreitet in Gebrauch. In einem pelzgeschichtlichen Rückblick über die Anfänge der modernen Pelzmode, in der man begann, Pelze mit dem Haar nach außen zu tragen, hieß es: Vorher trugen – mit wenigen Ausnahmen, die sich stets auf dunkles Material bezogen (Seal, Persianer) – nur die Südfranzosen neben Astrachan-Taluppen [Pelzschlafröcke], die Schweizer dunkelbraunen und chinesischen grauen Ziegen nach außen, wofür sie viel belächelt wurden. Die Nutzung insbesondere naturgrauer Ziegenfelle für Kutscherkragen und Schlittendecken ging naturgemäß mit der fortschreitenden Motorisierung zu Ende.
Ein Londoner Pelzveredler berichtete, dass er während des Ersten Weltkriegs von der Armee einen Großauftrag für Mäntel aus Ziegenfell bekommen sollte. Es stellte sich jedoch heraus, dass die langhaarigen, zotteligen Felle sich in den Regengüssen Flanderns derart mit Wasser vollsogen, dass die Mäntel keinen Schutz, sondern eine Behinderung für die Soldaten darstellten. Auch eine Kurzschur mit rasch angeschafften Schafschermaschinen brachte keine ausreichende Verbesserung. Erst andere Schermaschinen und ein zusätzliches Färben mit der Blauholzfarbe des Campecheholzes, das per Schiff aus Ostindien herbeigeschafft werden musste, brachten den gewünschten Erfolg.
Die Leipziger Rauchwarenfärberei Richard Lindner rühmte sich, dass sie während der Inflationszeit (1914–1918) als erste Färberei Zickelfelle mit den neuen Ursolfarben gefärbt und damit „den neuen preiswerten Artikel Kid“ geschaffen hat.
Als nach den Inflationsjahren die Mode der großen, breiten Fuchskolliers aufkam und die naturfarbenen amerikanischen Wolfsfelle zu teuer wurden, verwendete man stattdessen seidige, weiche Furrier-Ziegen (engl.: Kürschnerziegen) der Firma Martin in London in brauner Einfärbung, sie waren weich im Leder und deshalb gut zu verarbeiten. Wohl der erste, der das Material in Deutschland eingeführt hat, war das Berliner Rauchwarenunternehmen Eisner & Meisl. Obwohl das Ergebnis schwer und unförmig war, fanden Kolliers von deutschen Pelzveredlern aus den qualitativ wesentlich schlechteren hiesigen Ziegenfellen hergestellten Pelzkolliers, Pelzstolen und Kragen dann auch in blaugrauen, modischen Farben einen großen Absatz. Hauptabnehmer waren Polen, Österreich und Deutschland. Zwei Jahre hielt die „kolossale Hausse“ der Ziegenfellmode an, „in Deutschland liefen alle Frauen mit den ungefügen Ziegenfüchsen herum- eine wirkliche Geschmacksverirrung“, dann wurde sie von der Opossummode abgelöst.
Über, nachfolgend nicht behandelte, russische Ziegen schrieb Brass 1925, dass die dichte und langhaarige „Bärenziege“ zu Garnituren und Decken verarbeitet werde; diese und die gewöhnliche Ziege werden in Russland in großem Maßstabe zur Herstellung nackter Pelze für die Muschiks benutzt, und zwar sowohl langer Pelze als auch sogenannter Halbpelze, die in der Taille anschließend bis zum Knie reichen. Das Leder ist gelblichbraun gebeizt, und häufig fein ausgenäht oder gestickt. Solche Pelze kosteten vor 3 bis 4 Jahren 3 bis 12 Rubel. Ein einziges Moskauer Haus liefert jährlich über 100.000 solcher Pelze. Alle diese Ziegenpelze haben übrigens einen scharfen unangenehmen Geruch. Bis nach dem Ersten Weltkrieg gab es eine ganze Anzahl deutscher Unternehmen, die sich mit der Fabrikation von Kinderwagendecken, Autodecken, Fußsäcken usw. befassten und damit beträchtliche Umsätze erzielten. Es gab solche Unternehmen in Berlin (Heinr. Gast, Straßburg & Fuchs), in Rostock (Kranstöver, Vick & Steinbrück), in Dresden (Arthur M. Grund) usw. Noch in den 1930er Jahren boten in den großen Weltstädten, wie Paris, Straßenhändler mit dem ganzen Arm voll Ziegenfelldecken diese den Passanten zum Kauf an. Das Felldeckengeschäft wurde durch die billigeren Angebote gewebter Decken verdrängt.

### Handel und Herkunft

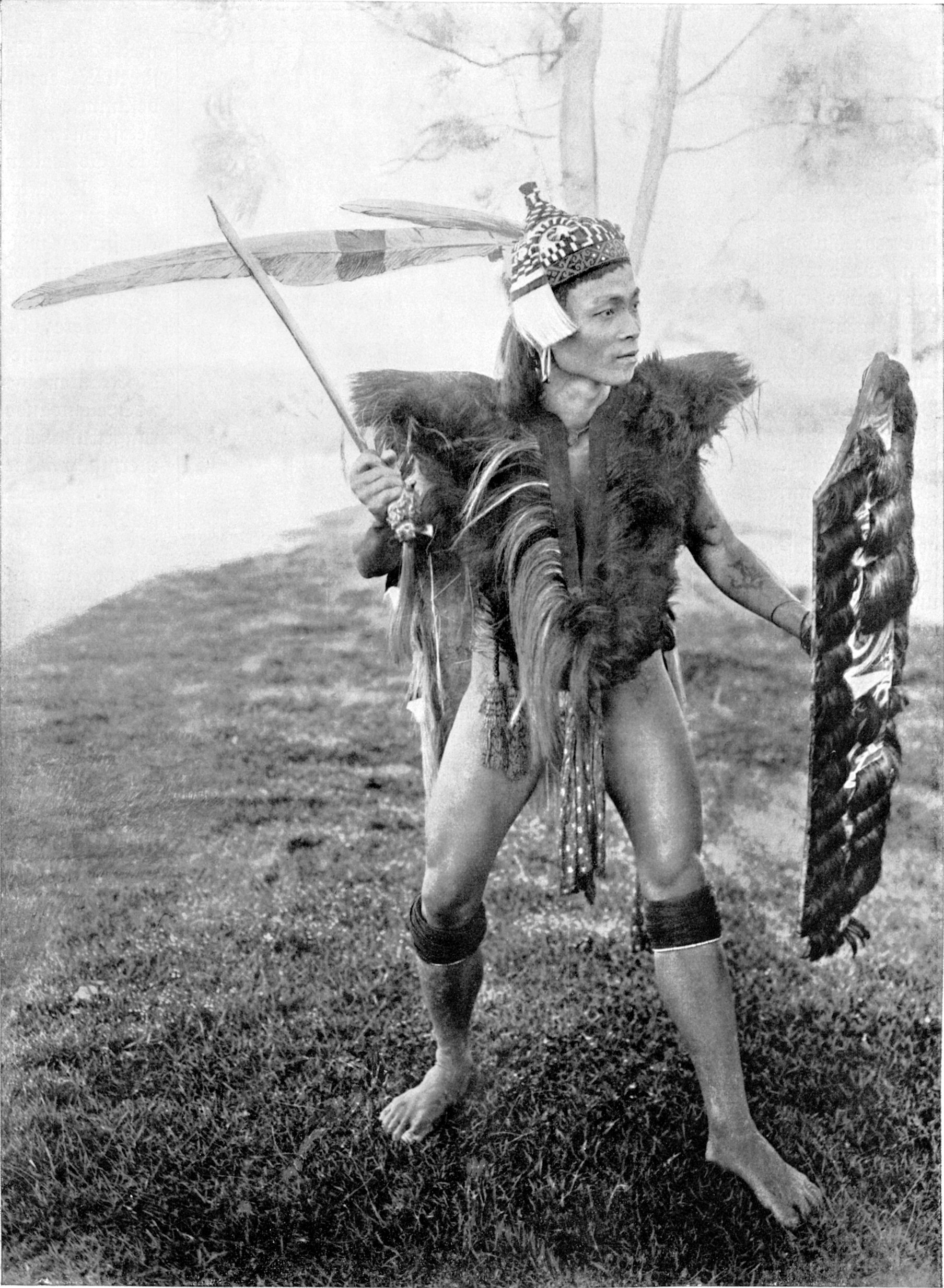
Dajakkrieger (Borneo) mit Überwurf aus Ziegenfell. Der Schild mit erbeutetem Menschenhaar (1912)

#### Südamerika
Aus Argentinien kommen größere Mengen an Fellen, die besten aus Córdoba und Santiago del Estero (kurzhaarig). Langhaarigere aber qualitativ etwas schwächere Ware kommt aus Alta, Jujuy, San Juan und San Luis. Kurzhaarige Felle kommen ferner aus Buenos Aires, Pampa, Neuquen und Rio Negro.
Die kräftigen und langhaarigen Winterfelle werden als „Pampa“ angeliefert; „Desechas“ sind fehlerhafte Felle. Ansonsten werden die Qualitäten nach Gewicht unterschieden, Nonatos (die leichtesten, unter 130 Gramm), Cabritos (Zickel), Cabrillonas (Schuhkitz), Cabras, Chivos (Ziegen und Böcke; über 1350 Gramm per Stück).
Die Ziegenfelle aus Córdoba sind an ihrer breiten Stellung zu erkennen, sie kommen langbeinig und mit Köpfen in den Handel. Die zu etwa 60 Prozent flachhaarigen Felle aus Bolivien sind luftgetrocknet. Aus Chile kommen nur wenige, trockengesalzene Felle.

#### Europa
- Ein deutsches Handbuch für den Häutehandel führt 1956 für Europa trockene griechische Zickelfelle sowie lufttrockene Zickelfelle und trockene Ziegenbockfelle aus Norwegen auf. Die norwegischen Ziegenbockfelle hatten eine Größe von 5 bis 8 Quadratfuß, das Haar war meist lang und blank.[20]
- Aus der Türkei kommen die besten Felle aus den Gebieten Erzerum, Kars und Malatya. Sie sind meist rotbraun oder grau, mit feinen Narben, häufig mit Parasitenschäden.

Die Felle der weißen, kraushaarigen Angoraziege aus Kleinasien wurden einst nach Konstantinopel exportiert, wo sie mohammedanischen Religionslehrern als Sitze dienten, in Europa verarbeitete man sie, jedoch selten, zu Satteldecken (vor 1840).
Als allerdings im Jahr 1486 oder 1487 die Gremper (Kleinhändler) das Zunfthaus der Kürschner übernahmen, nannten sie es „zum Kämbelthier“, womit die als Kameltier bezeichnete Kämel- oder Angoraziege aus dem von den Kürschnern übernommenen Wappen gemeint war. Die Kürschner verwendeten nicht nur das Fell, sondern auch die zu Saffian beziehungsweise Korduanleder gegerbte Haut. In einem Rückblick aus dem Jahr 1929 heißt es dazu: „Wie kaum ein anderes Material bot dieses den Kürsnern Gelegenheit zu mancher lohnenden Arbeit, denn nicht nur der Schneider war es, der diese ledernen Kleidungsstücke erstellte: diese gehörten ganz in die Domäne der Kürsner oder Näther“.
- Die kleineren Schwarzmeerziegen weisen noch stärkere Parasitenschäden auf.
- Die Orenburger Ziege wurde im 19. Jahrhundert gezüchtet, um für die Wollgewinnung ein langes und weiches Fell mit feinem Flaumhaar zu erhalten.
- Schweizer Ziegen sind in der Regel für Pelzzwecke geeignet, sie haben einen guten Glanz, gleichmäßige Farbe und Haarverlauf.
- Der deutsche Rauchwarenhandel teilte die Ziegenfelle in die Güteklassen A und B ein (Stand 1951). Güteklasse A wird wie folgt beschrieben: „Gesalzene und trockene, mittelgroße bis große Ziegen, die im Haar mittelrauch bis rauch, jedoch nicht wollig und nicht krummspitzig sind. Die Lederseite soll frei von Schlachtschnitten, Löchern und Käferfraß sein. Das Fell selbst darf nicht zu dickledrig sein und keine zottigen Grotzenhaare aufweisen. Auf einwandfreie Konservierung ist zu achten.“[24]

In einem Werk anlässlich der Großen Weltausstellung in London 1851 wurde erwähnt, dass asiatische Angorafelle ehemals in erheblicher Zahl als teures Material für Damenkleidung verwendet wurden, derzeit aber von geringem Wert waren. In schöne und leuchtende Farben eingefärbt wurden sie nun als Vorleger oder Decken für Wohnsalons, Kutschen oder ähnliches verwendet.
Über die Felle der in den Alpen beheimateten Gämsen heißt es 1762: „Gemeiniglich können sie dem Kürschner zu keiner anderen Sache, als zu Fussäcken dienen“.

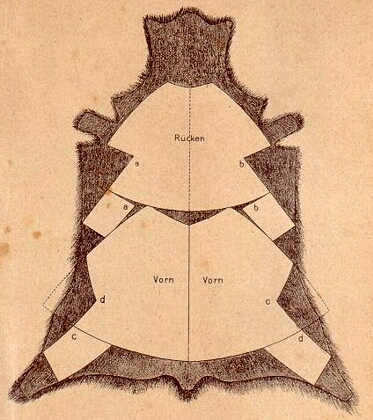
Zuschnitt Russische Ziege zu Kutscherkragen (1895)

#### Asien
- China. Felle von etwa ein Jahr alten Ziegen, bei denen das Oberhaar ausgerupft wurde, wurden als Mongolische Mufflon, Mongolische Ziegen oder Russische Mufflon gehandelt.[28] Wie öfter bei Fellnamen weist der geographische Zusatz, hier „russisch“, nur auf den früheren Handelsweg zu den Weltmärkten hin. Aber auch die Bezeichnung „Mufflon“ ist nicht korrekt, der Mufflon ist ein Wildschaf. Der Leipziger Rauchwarenhändler Arthur Hermsdorf meinte, dass die gerupften chinesischen Ziegen, wenn er richtig unterrichtet wurde, zuerst von den Firmen Finkelstein, Platky, Harmelin und Erler gegen 1890 in Mengen auf den Markt gebracht wurden, „und zwar im Naturzustand, dem jetzt vor drei Jahren (ca. 1938?) als Neuheit aufgetauchten Klondyke-Streifen [=Hundefell] ähnlich, in ca. 15 cm breite Streifen geschnitten, um möglichst die Herkunft zu verdecken“.[29]

Mongolische oder chinesische Ziegenfelle haben ein langes, seidiges und dichtes Haar. Die Felle einjähriger Tiere werden gerupft, so dass nur die weiche glanzvolle Unterwolle verbleibt. Die Sommerfelle werden zu Ledern gegerbt. Die nach dem Entgrannen besonders leichten Winterfelle werden gebleicht oder gefärbt und zu Besätzen und Decken verarbeitet. Auch Imitationen englischer Grenadiermützen, die sonst aus Baribalfellen (Schwarzbär) gefertigt werden, sind daraus gearbeitet.
In Nord- und Nordostchina, besonders in Shanxi, Shaanxi und der Mandschurei arbeitete man um 1900 so genannte „Chinese goat rugs“, Decken, die aus zwei mittellang behaarten Fellen zusammengesetzt waren. Sie stellten mit jährlich 600 Tausend bis 800 Tausend Decken im Durchschnittswert von damals vier Mark einen bedeutenden Handelsartikel nach Europa und Amerika dar. Die Hauptorte dieser Industrie waren Kalgan, Kwei Wa Chen und Mukden. Die restlichen Häute wurden für die Lederfabrikation, insbesondere nach Frankreich exportiert.
Im Gegensatz zu anderen Pelzarten gelten die flachen Sommerfelle der chinesischen Ziegen als die wertvollsten.

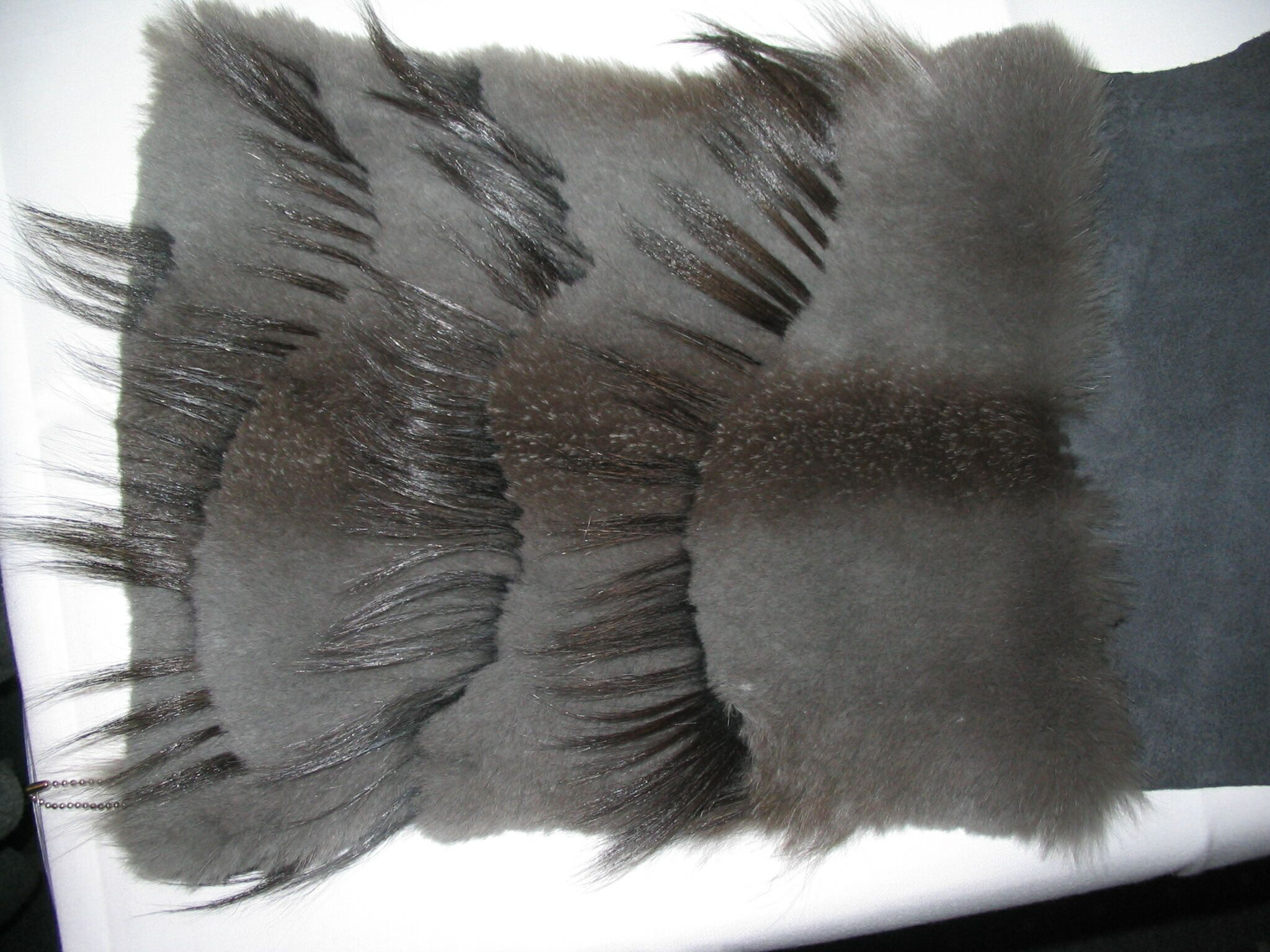
Ziegenfell als Applikation in Samtnerz (Arbeitsmuster, 2008)

Nord-China (Tientsin-Ziege) (im Allgemeinen waren das, vor der Einführung moderner Verkehrsmittel, die Felle, die über den Hafenplatz Tientsin zur Ausfuhr gelangten, aus den Distrikten Honan, Shensi, Shansi, Kansu, Sinkiang, Suiuen, Chili, Innere Mongolei und Fengtien).
Von hier kommen die größten Felle, vor allem aus der Mandschurei. Etwa die Hälfte ist schwarz, 20 % weiß und 30 % bunt. Der jährliche Export um 1900 betrug etwa 2 ½ bis 3 Millionen Stück, 1928 1 ¾ bis 2 ½ Millionen.
Mittel-China
Die Felle sind etwas kleiner; etwa 80 % sind weiß. Ban Kaos ist der Name für gerupfte Ziegenfelle, die aus der Provinz Zhejiang (im Rauchwarenhandel Chekiang) im Osten Chinas stammen, die ungerupften Felle wurden als Chinesische bzw. Mongolische Mufflons gehandelt.
Shantung, Honan, Albin (Poochow-Ziege).
Wie die Felle aus Nordchina, jedoch dickledrig.
Um 1900 wurden jährlich etwa 1 Million von den als untanned Riverport goatskins bekannten Fellen exportiert, mindestens die gleiche Anzahl wurde im Land weißgar gegerbt und von den Chinesen selbst weiterverarbeitet. Da Ziegenfelle nach Gewicht gehandelt wurden, waren die ohnehin schlecht behandelten und stark verschmutzten Felle oft noch zusätzlich mit dicken Schmutzkrusten versehen worden.
Von der Hankow-Ziege wurden um die Zeit jährlich etwa 2 Millionen Felle ausgeführt.
Kalgan
Sie werden verschiedentlich als die besten Qualitäten angesehen. Große Felle mit dichtem, sehr gleichmäßigem Haar.
Newchwang
Langhaarigere Felle als die Kalgans mit schwach ausgebildeter Unterwolle, die Qualität wird als 10 bis 15 % schlechter eingeschätzt. Es gibt weiße, graue und schwarze Felle. Sie kommen als Platten bzw. Tafeln in den Handel (Goatskin-Plates, Größe 75 × 150 cm). Noch um 1950 wurden die Felle nach der Frostperiode im Freien zugerichtet. Sie wurden anschließend in Größen sortiert, und zwar nach dem chinesischen Größenmaß Li (里), die in großen Lettern auf der Lederseite am Fellende aufgestempelt wurden.
Eine weitere, fälschlich als „Mufflon“ gehandelte Sorte kommt aus Mittelasien, früher auch von Gebirgsziegen aus der südöstlichen Sowjetunion (Kasachstan, Bukejewski*). Sie wurden ebenfalls nur gerupft angeboten. Kasan, die Hauptstadt Tatariens (Tatarstan), war berühmt für ihre „Mufflon“veredlung.
*Ortsbezeichnung „Bukejewski“ unklar, eventuell andere Schreibweise.

#### Afrika
Meist aus Namibia. Flachhaarig, ebenfalls nur zum kleinen Teil für Pelzzwecke verwertbar.
Über den Weltanfall der Ziegenfelle waren 1988 keine genauen Zahlen zu ermitteln.

### Verwendung
Eine 1951 vorgenommene Untersuchung stellt Bewertungskriterien für Ziegenfelle auf, die nach der Eignung für die verschiedenen Veredlungsmöglichkeiten, vor allem zum Färben auf andere, edlere Fellarten hin, unterschieden werden.
- Nerzilla und Blaunerz: Dafür werden reinweiße bis in die Seiten gut gedeckte, mittelrauche glatte Felle mit nicht zu hartem und nicht stark zottigem Grannenhaar benötigt, die keine beriebenen Stellen haben und nicht moiriert sind. Wollige Ziegen sind hierfür ungeeignet, ebenso Stückler (stark beschädigte Felle).
- Kronenzobel: Wie für Blaunerz, glatte Felle, die auch leichte Urinflecken aufweisen dürfen, aber keine Stückler,
- Zobel: Hierfür sortiert man flache, mittelrauche und rauche einfarbig weiße beziehungsweise hellrehbraune Ziegen mit leichter Unterwolle, jedoch keine Stückler.
- Zobel mit Grotzen (dunklere Rückenmitte): Wie für Zobelfarbe, jedoch können auch rehfarbige Felle und Felle mit ohnehin schon dunklerem Grotzen einsortiert werden.
- Ozelot und Leopard: Hier verwendet man vor allem flache harthaarige Felle ohne Unterwolle, die leicht berieben sein dürfen.
- Schwarz: Alles, was sich in die anderen Farben nicht einsortieren lässt, Ziegen aller Farben einschließlich gescheckter Ware, flach und verschieden rauch.
- Veloursware: Zum Veloutieren eignen sich weiche, dünnledrige Ziegen, die keine Verletzungen der Lederseite aufweisen. Das Haar darf wollig bis rauch sein, aber nicht zu hartgrannig. Der größte Anfall stammt aus meist roh gesalzener Ware.
- Zum Färben ungeeignet: Aussortiert werden wollige, lederbeschädigte und starkledrige, harthaarige Felle aller Farben sowie sehr starke Stückler.
- Natur Schuss: Hier können noch kahlstellige, stark zerfressene, stark schüttere und starke Stückler einer eventuellen Verwendung zugeführt werden.

Weiterhin folgte eine Aufteilung nach Eignung der Felle für die verschiedenen, eventuellen Einfärbungen und für eine Veloutierung der Lederseite.

Je nach Größe wurden die Ziegenfelle in Bunde von 8 bis 14 Stück aufsortiert. Die Einstufung nach Größe, gemessen von Kopf bis Schweifansatz, auffallend schmale Felle werden eine Klasse tiefer eingestuft:
- übergroß = über 100 cm
- groß = von 85 bis 100 cm
- mittel = von 70 bis 85 cm
- klein = von 55 bis 70 cm[34]

Nur noch selten wird Ziegenfell wie vorstehend für Pelze verwendet. Kräftige Sorten wurden kurzzeitig auch geschoren. Ein wesentlicher Grund für die geringe Nutzung ist die schwache Haltbarkeit des leicht brechenden Haars. Auch hatten die Veredler häufig Schwierigkeiten, den strengen Eigengeruch der in Ställen gehaltenen deutschen Ziegen zu beseitigen.

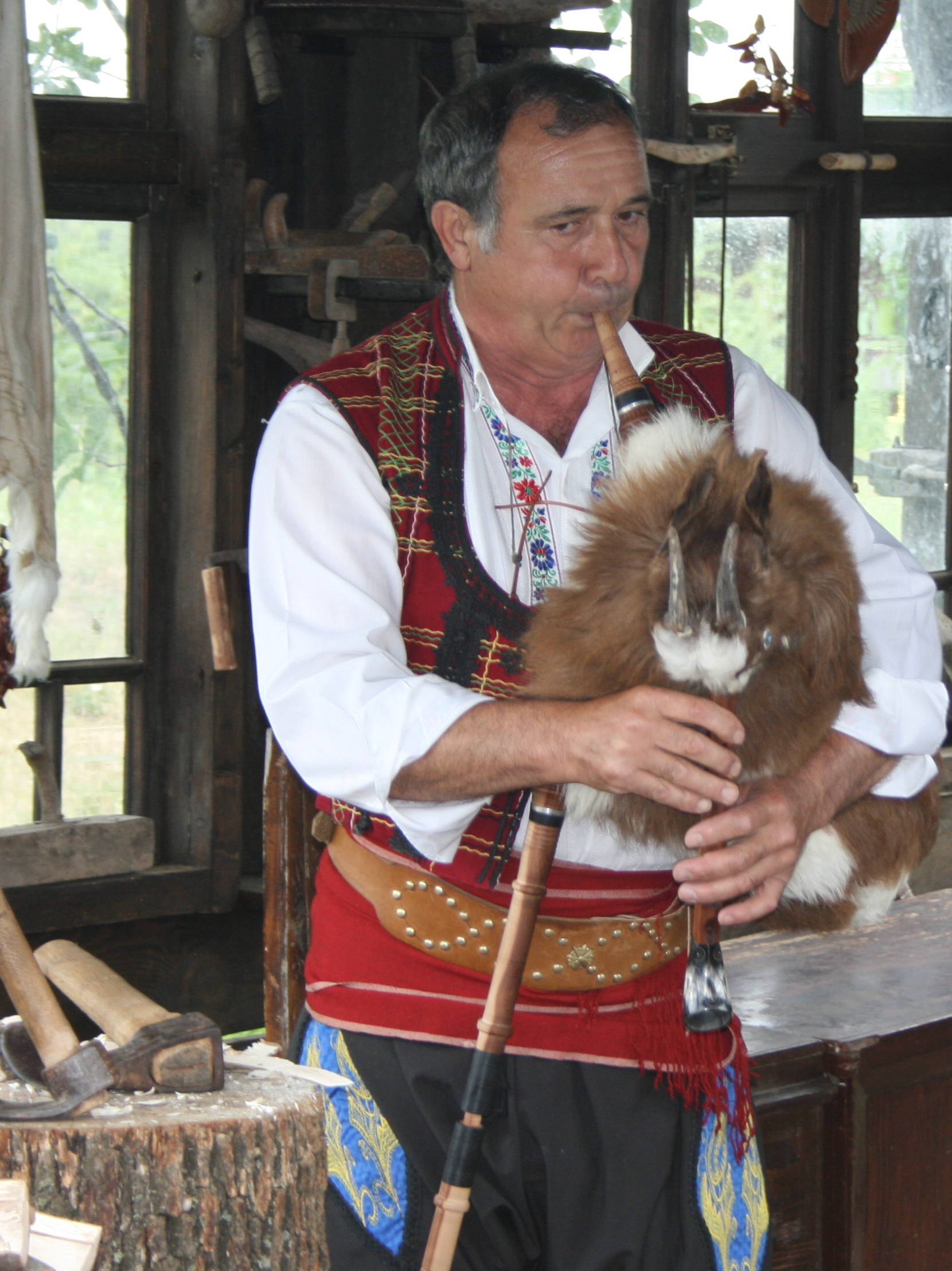
Gaida, bulgarischer Dudelsack aus Ziegenfell (2010)

Aus China kommen jedoch sehr langhaarige Felle, die seit einigen Jahren wieder zu Kleinteilen, Verbrämungen und Besätzen verarbeitet werden (2011). Das Leder ist meist sehr hart, so dass die Felle bevorzugt in schmale Streifen geschnitten und mit anderen Materialien gemixt werden. Das Ergebnis erinnert an die Mode, beginnend etwa in den der 1920er Jahre, als man noch die Mähnen der Scheitelaffenfelle für Pelzzwecke nutzte. Damals wurden tatsächlich die flattrigen, schütteren Newchwangziegen schwarz gefärbt, sofern sie die nötige Haarlänge aufwiesen und als sogenannte „Affenziegen“ als Ersatz für Scheitelaffe genommen.
Ziegenhaut wird ungegerbt zu Pergament verarbeitet. Ungegerbte Ziegenfelle finden ferner Verwendung als Trommelfelle, beispielsweise für die Rahmentrommeln Bodhrán (Irland), Riq (Arabien), Pandeiro (Brasilien), Gumbe (Karibik, Westafrika), Ravanne (Mauritius), die Bechertrommel Darbuka (Orient) sowie die Zylindertrommeln Dhol (Nordindien) und Alfaia (Brasilien), ferner als Blasebalg für Sackpfeifen. Manche Saiteninstrumente haben einen mit Ziegenhaut bespannten Korpus, zum Beispiel die afghanische Rubab, die indischen Lauten Sarod und Sarangi, die jemenitische Laute Qanbus und bestimmte Formen des malaiischen Gambus. Im alten Griechenland dienten die Häute in der Form von Schläuchen zur Lagerung des Weins.

## Zickelfell

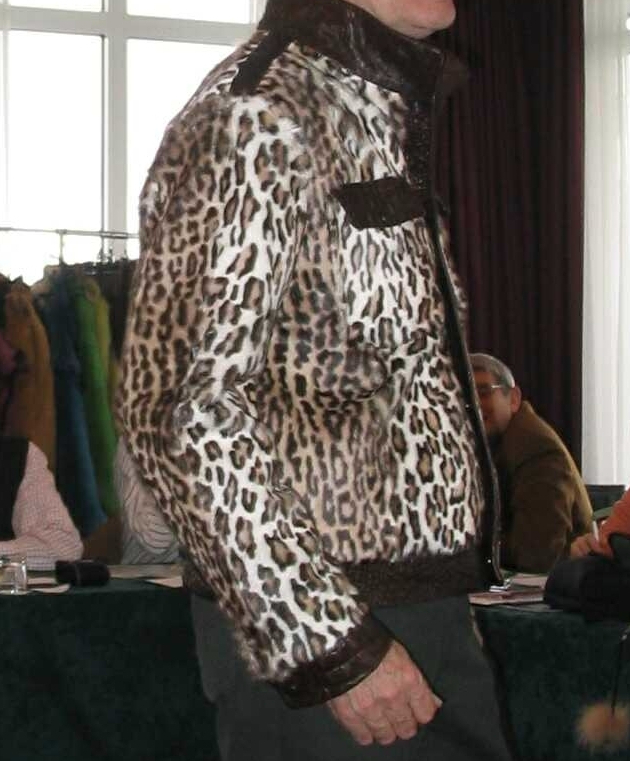
Wildkatzengefärbte Zickeljacke (2005)

Zickelfelle, die Felle weniger Wochen alter Ziegen, haben ein weiches und seidiges Haar mit nur geringem Unterhaar. Die Farben sind weiß, grau, braun, schwarz und gescheckt.
Außer nach der Farbe werden sie vom Rauchwarenhandel nach dem Haarcharakter unterschieden: moiriert, kurz- oder langhaarig, gelockt und geflammt.
Die Hauptmengen kommen aus Europa, Indien, China, Arabien, Somaliland und Äthiopien. Chinesische Zickel werden meist als Kid gehandelt.
Die Tiere werden in der Regel im Alter von bis zu zwei Wochen geschlachtet, in der Zeit, in der sie noch gesäugt werden. Ein Fachbuch für Rauchwarenveredler vermerkt, dass Zickelfelle nicht haarlässig sind, wenn sie zum richtigen Zeitpunkt geerntet werden. Allerdings würden in dieser Hinsicht die Interessen der Kürschner nicht mit der Gepflogenheit übereinstimmen, die Zickel als Osterlammbraten zu verwenden. Solche Felle befinden sich im Haarwechsel und sind nach der Veredlung mehr oder weniger haarlässig.
Die Tragfähigkeit der meisten Arten ist geringer als bei Lammfellen, die Haare brechen leichter.

### Europa

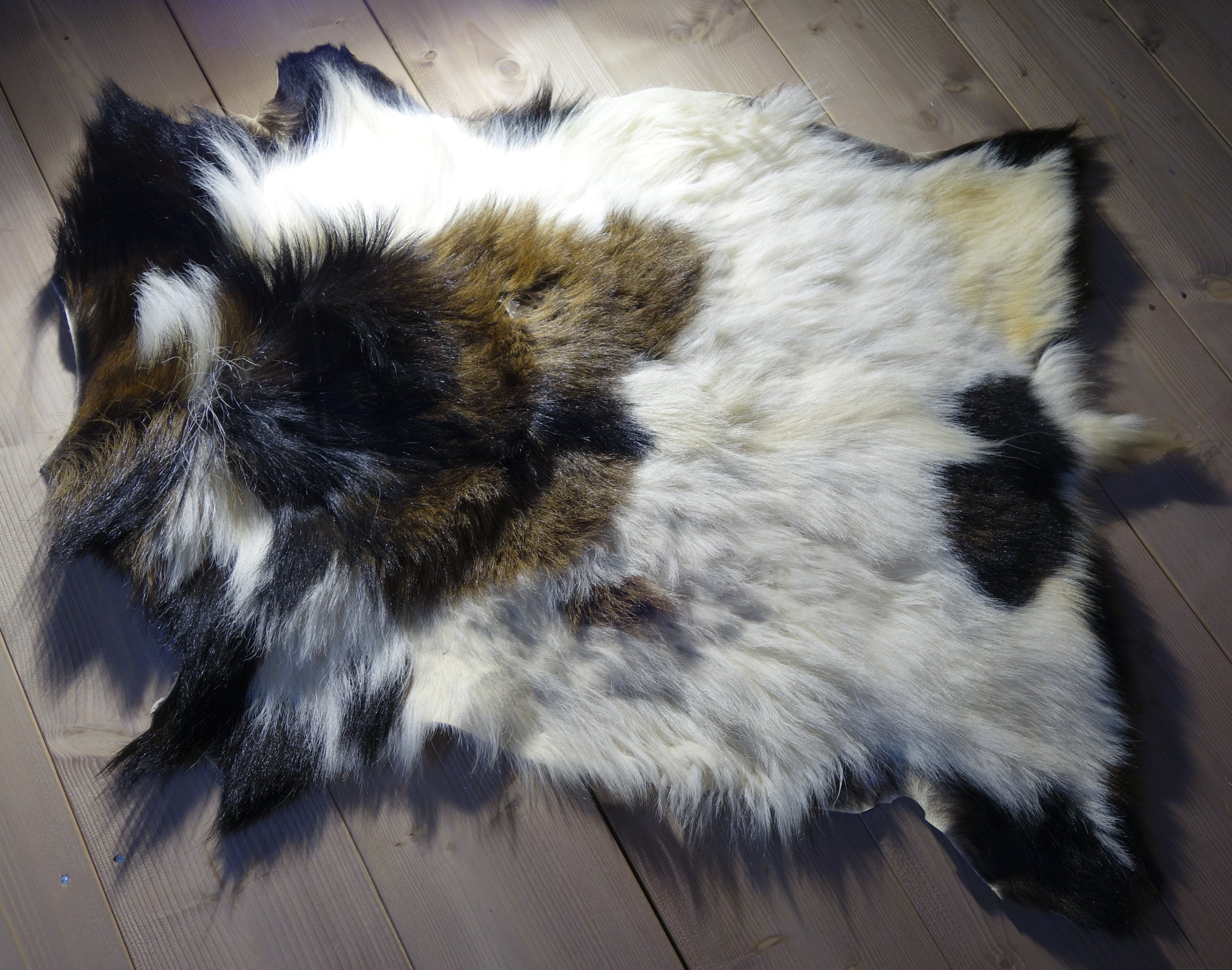
Europäisches, lebhaft gemustertes Ziegenfell
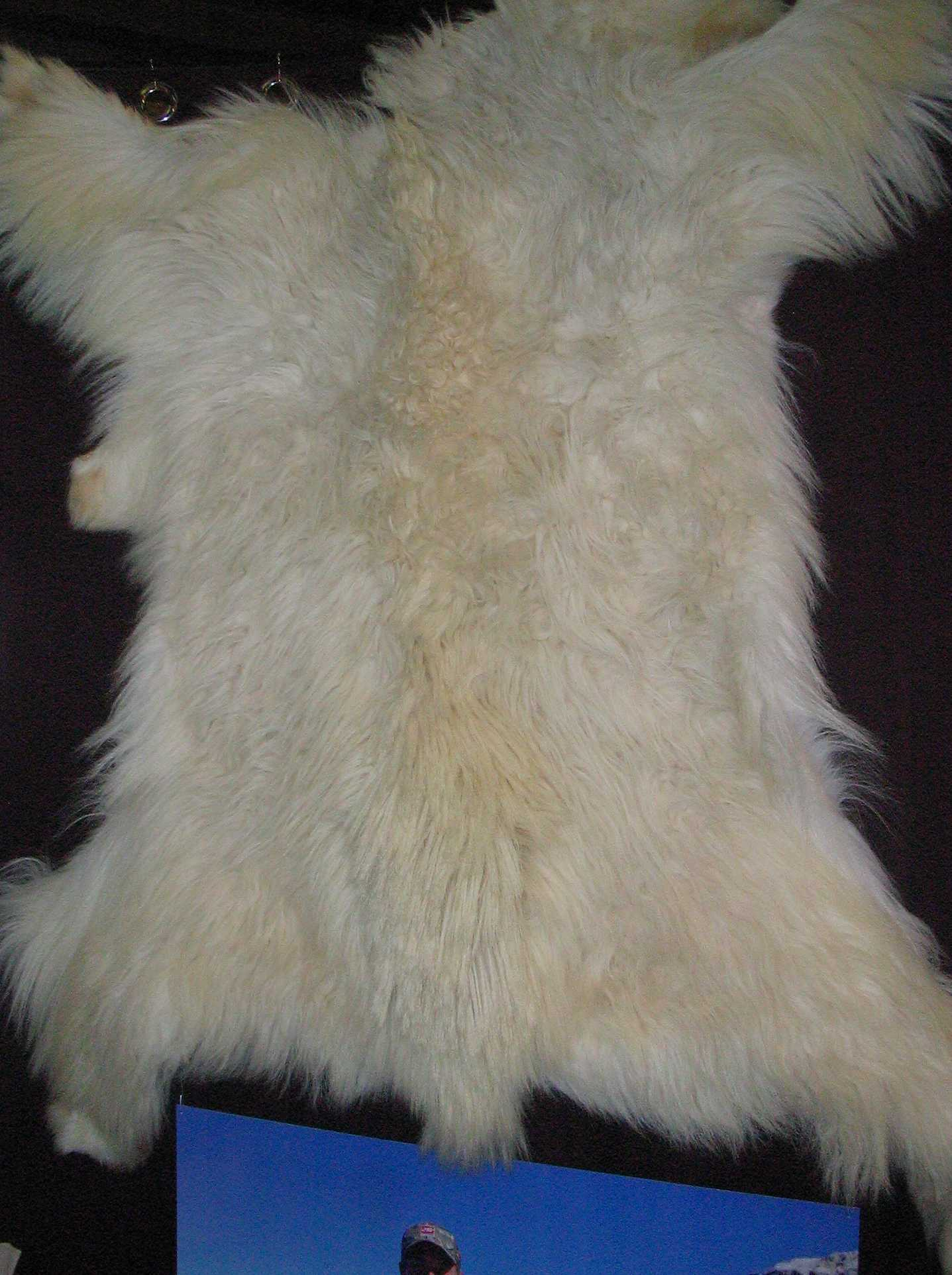
Schneeziegenfell

- Gute kurzhaarige Sorten kamen früher als „Kürschnerzickel“ hauptsächlich aus Deutschland.

Meist sind die Felle ungemustert, teilweise gelockt. Heber (Heberlinge), gelegentlich auch Fresserfelle, nennt man die Felle etwa 5 bis 6 Wochen alter, nicht mehr säugender Tiere.
Der deutsche Handel sortierte die Felle in folgende Güteklassen (Stand 1951):
K I weiß: Im Leder einwandfrei, weißledrig, ohne Schlachtschnitte, Löcher und Käferfraß; gut gespannt, kurzhaarig, jedoch nur bis mittelrauch.
K II weiß: Nicht gut gespannt, doch ohne Haarlässigkeit, mit leichten Schlachtschnitten, kleinen Löchern und Käferfraß; jedoch Haarbeschaffenheit wie K I weiß, oder im Leder einwandfreie, jedoch im Haar stark rauche Felle.
Einfarbige I: Ware wie K I weiß, statt weiße jedoch einfarbig hell, einschließlich hellbraun mit dunklem Grotzen, aber nicht schwarz.
Einfarbige II: Ware wie K II weiß, jedoch statt weiß einfarbig hell, einschließlich hellbraun mit dunklem Grotzen, aber nicht schwarz.
Bunte I: Sortiment wie K I weiß, Farbe jedoch scheckig und schwarz.
Bunte II: Wie K II weiß, jedoch scheckig und schwarz.
Schuss: Sämtliche in obigen Klassen nicht unterzubringenden Felle, da stark beschädigt, mit Käferfraß oder sonstigen Fehlern, im Haar jedoch für Pelzfutterzwecke geeignet.
- Portugal

Etwa 10 % der Felle sind weiß, 25 % braun, 35 % braun und etwa 30 % schwarz; sie werden außer nach Farbe und Haarlänge auch nach Gewichtsklassen gehandelt. Die Fellgröße beträgt etwa 2 bis 4 Quadratfuß.
- Spanien, Griechenland, Norwegen

Die Sortimente sind etwa wie die portugiesischen.
- Türkei

Die besten Provenienzen stammen aus dem Marmara-, Izmir- und dem Schwarzmeergebiet. Sie kommen trockengesalzen zu den Zurichtbetrieben.

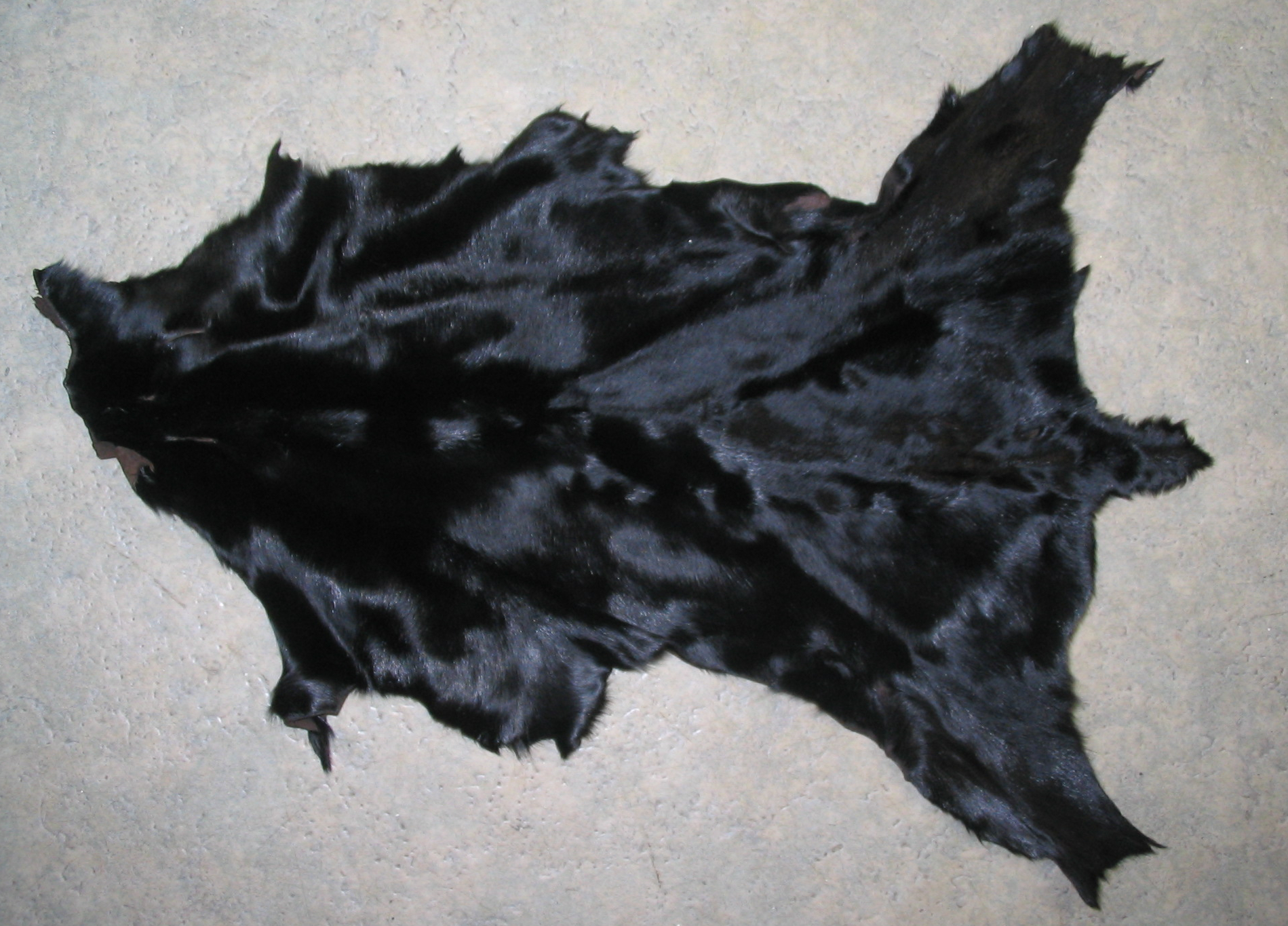
Schwarz gefärbtes Donkali-Zickelfell
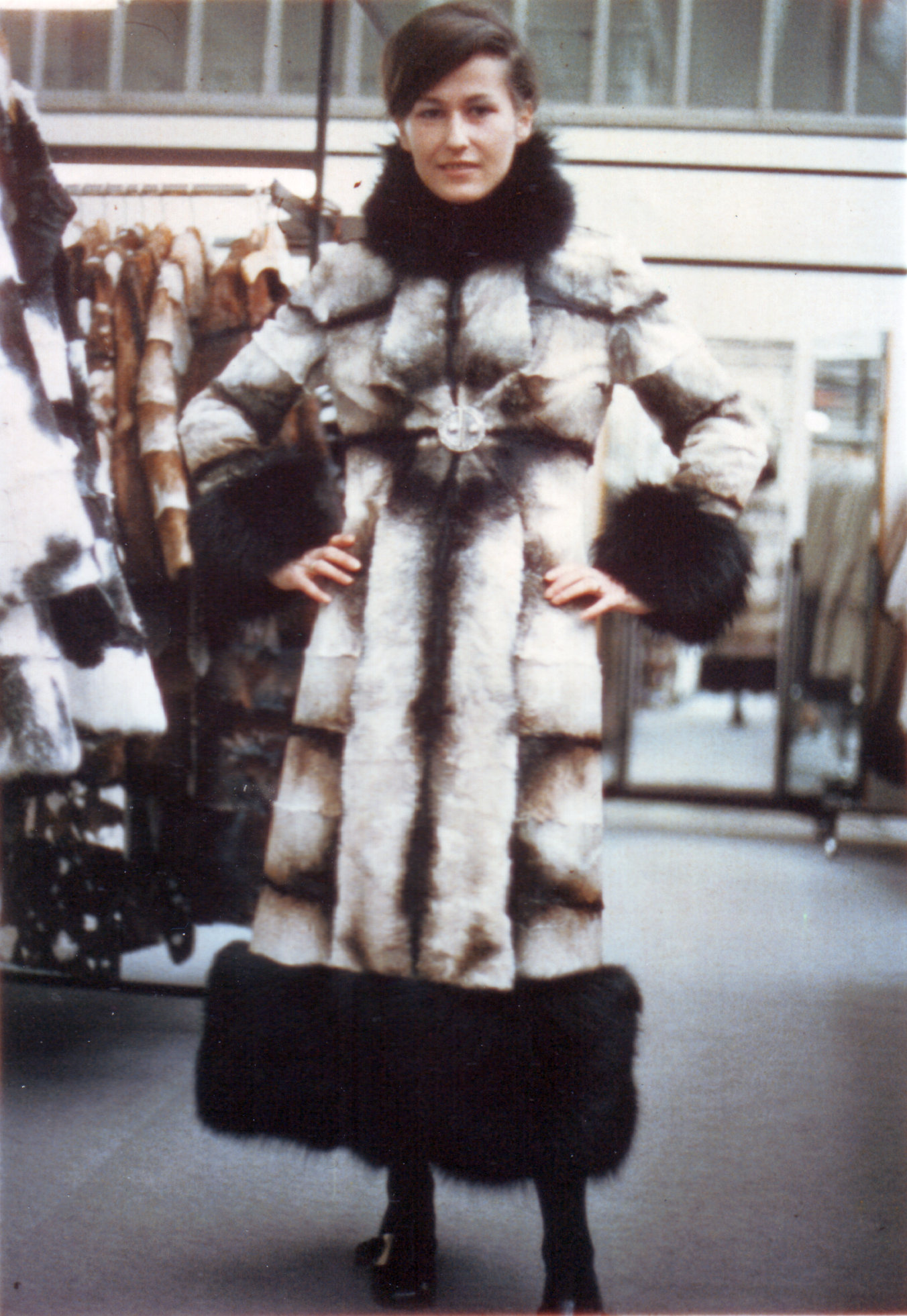
Naturfarbener Donkalimantel mit Fuchs (ca. vor 1980)

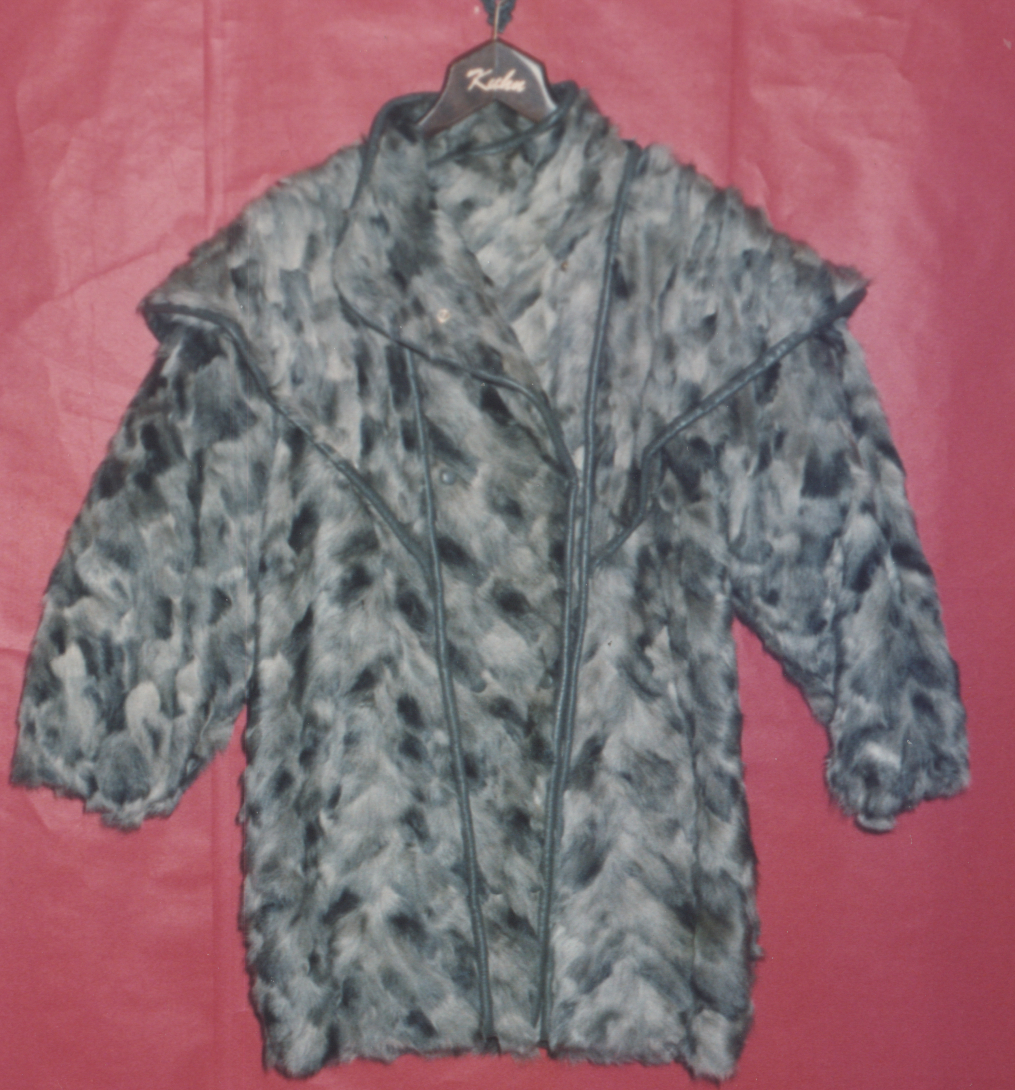
Jacke aus Zickelklauen, 1985

### Afrika und Asien

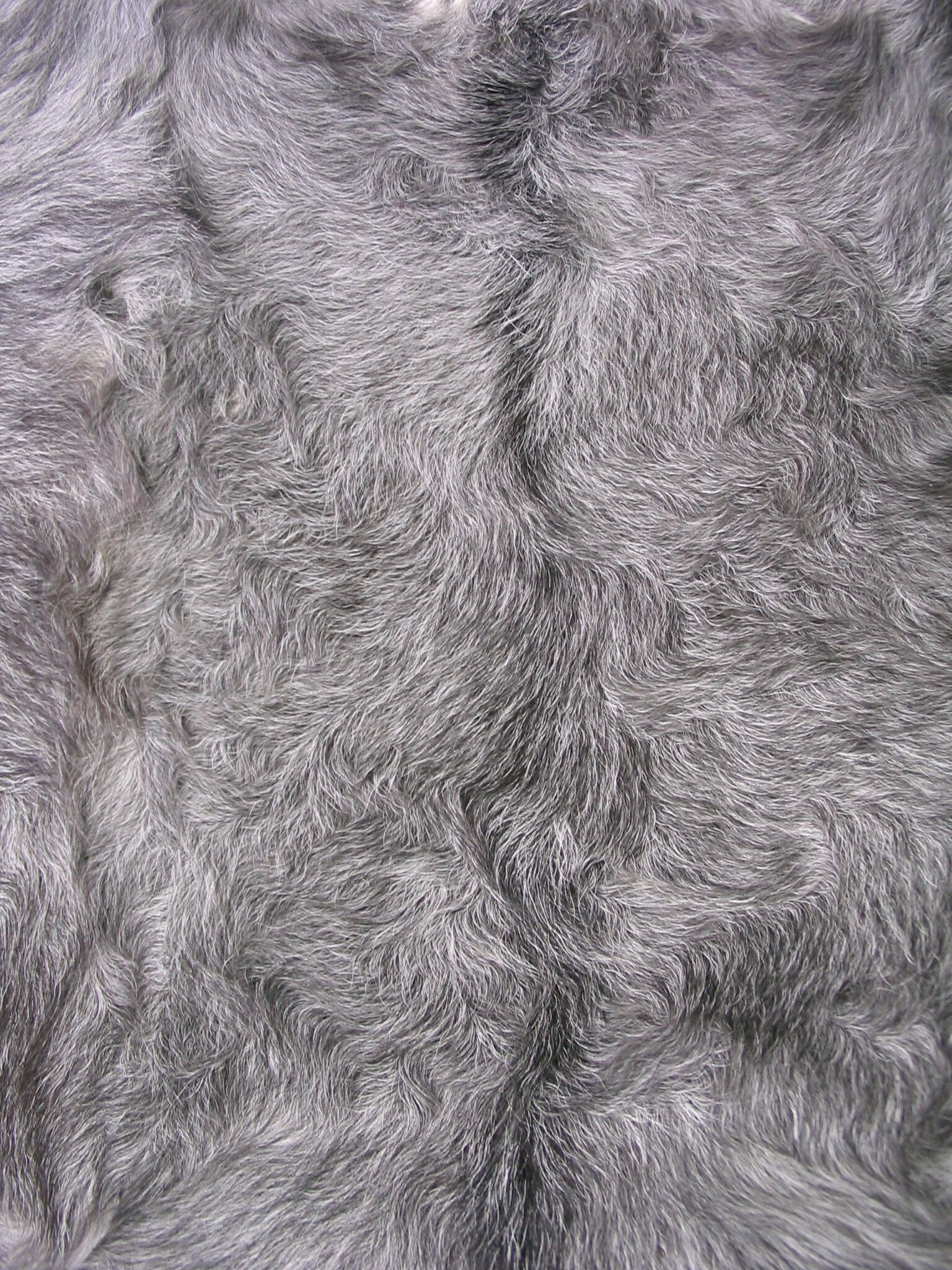
Zickel (Kid), China

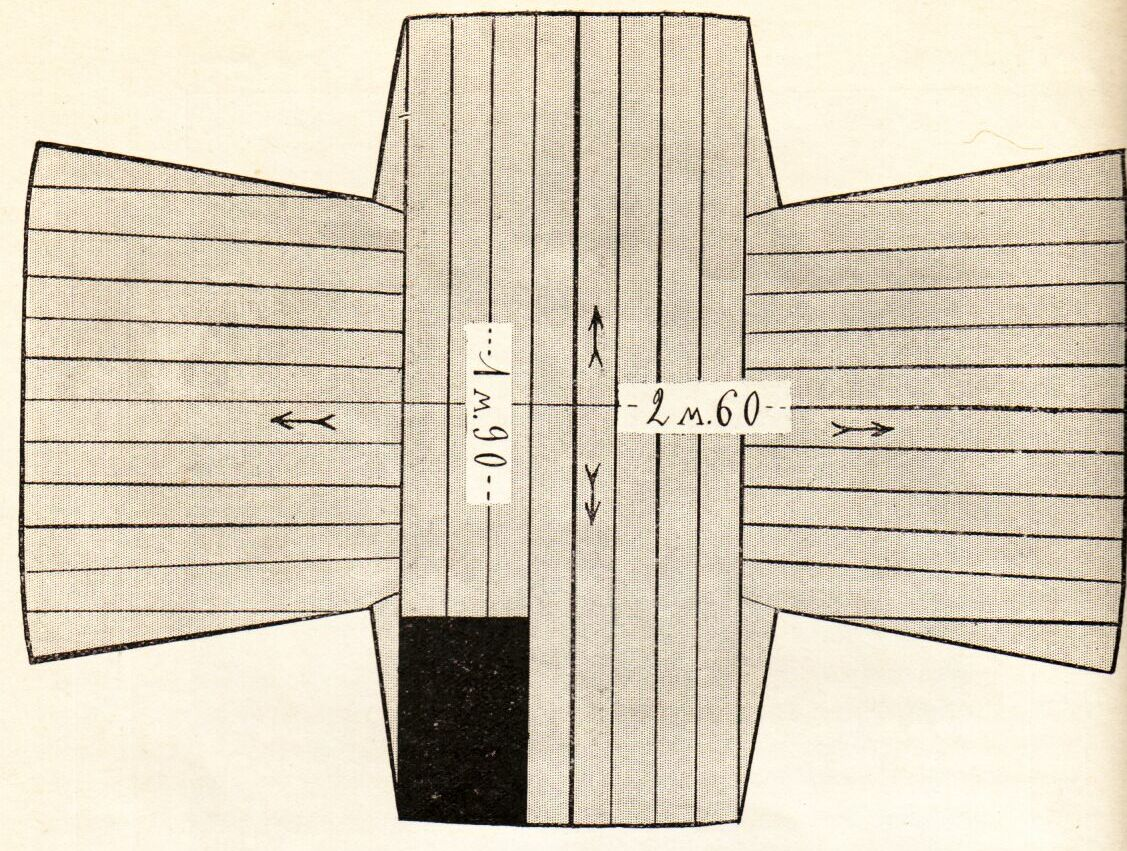
Skizze chinesisches Fellkreuz, hier jedoch aus Fehstücken (1900)

- Nordöstliches Ostafrika und Arabien

Von hier kommen meist flache, moirierte Felle, deren Zeichnung besonders nach dem schwarz färben schön hervortritt. Ursprünglich als Handschuhleder verwendet, stellten die Felle zeitweilig nach dem Ersten Weltkrieg und etwa 1960 bis 1990 mit jährlich einigen hunderttausend Stück einen wichtigen und preisgünstigen Artikel für die Pelzgroßkonfektion dar. Vermutlich wegen der geringen Haltbarkeit des leicht brechenden Haares konnte sich das attraktive Material beide Male nicht dauerhaft am Markt durchsetzen. Wie auch beim Lammfell hängt die Menge der angelieferten Lammfelle zudem wesentlich vom konkurrierenden Ertrag der erwachsenen Tiere für Fleisch und Milch ab. 1958 war deshalb der sich jährlich verringernde Anfall von etwa 1 Million Felle auf 250 Tausend zurückgegangen.
Hodeida(-zickel oder -kid), auch Arabana
dickes Leder, etwa Persianergröße, überwiegend weiß, braun und schwarz gefleckt, häufig mit schönem Moiré.
Yemen
etwa wie Hodeida, doch eher offener im Haar.
Die Fellqualität war im Rohzustand schwer zu beurteilen. Die durch Karawanen bei den Beduinen in wochenlangen Reisen eingesammelten Felle waren auf der Fleischseite oft beschmiert und nass und nicht erkennbar dadurch während des Transports im Leder verfault oder verbrannt. Auch hängt die Güte der Felle davon ab, ob die Tiere gute Lebensbedingungen hatten oder vielleicht wegen Wassermangels oder schlechter Ernährung geschlachtet wurden.
Donkali
werden als die schönsten Zickel angesehen. Sie sind stark moiriert und sehr seidig. Farben wie vorgenannt, aber meist scheckig (deshalb fast immer dunkel oder schwarz eingefärbt verarbeitet) und ein Fünftel kleiner. Meist aus Äthiopien.
Asmara
ca. noch einmal ein Zehntel kleiner als die Donkalis; weniger gezeichnet; teils schwarz-weiß gesprenkelt.
Mogador
heißen die Somali-Zickel (Anlieferung aus Mogadischu, nicht zu verwechseln mit dem ehemaligen marokkanischen Mogador). Meist nur für Leder, da mit vielen Schadstellen behaftet.
- Indien

Die aus Delhi kommenden Felle weisen gelegentlich ein schönes Moiré und guten Glanz auf; Zickel aus Multan ähneln den Multan-Lämmern, die Zeichnung ist jedoch etwas gröber. Aus Radschastan kommen leichtere Felle, bessere Qualitäten liefert Jaipur.
- China

Kid ist der handelsübliche Name für nordchinesische Zickelfelle.
Die Felle sind, je nach Alter, glatt und flach; teils mit Moiré; gelockt oder geflammt. Gelegentlich sind sie persianerähnlich.
Moirierte Felle wurden als Kid-Astrachan gehandelt, ganz glatthaarige Felle von Früh- oder Totgeburten als Kid-Galjak. Die Haarfarbe ist meist schwärzlich, grau, gelblich oder weiß. Siehe dazu auch den Hauptartikel →Astrachan (Pelz).
Fast immer kommen sie als vorgefertigte Tafeln in den Handel. Diese Halbfertigprodukte haben in der Regel eine Breite von 50 bis 60 cm und eine Höhe von 115 bis 120 cm. Die Herstellung erfolgt in Fabriken oder in Heimarbeit. Auch alle Abfälle, teils kleinste Fellstücken, wurden oder werden verarbeitet (Ohren, Stirn, Köpfe- oder Klauentafeln).
Gefärbte Tafeln kommen unter folgenden Namen in den Handel: Tapanschang, Chinesische Astrachan (Kid-Astrachan), stärker gelockt als „Western black kidplates“.
Als Jehol-Lammfell sind Tafeln im Handel, die nicht vom Schaf, sondern von der Ziege stammen (noch in den 1980er Jahren). Dies sind stark gelockte Kid-Tafeln. Mit weniger ausgeprägter Lockung bezeichnete man die Fabrikate meist als Chinesische Astrachan, Kid-Astrachan oder Tapanchang (eine Stadt in der Provinz Jehol (= Tangshan?)).
Bis etwa 1925 wurden die Felle noch anstelle als Tafeln zu „Kreuzen“ von je etwa 20 Stück zusammengesetzt. Mit nur geringem Aufwand ließen sich daraus die einfach geschnittenen chinesischen Kleidungsstücke fertigen. Kidkreuze gingen bis dahin auch in dieser Form in den Export.

## Verarbeitung
Zur Zeit der Fohlenfellmode wurden durch Zickelfell erzeugte Fohlenimitationen auch unter der Bezeichnung „Fohlin“ gehandelt.
Die Verarbeitung, in der Regel aus (nicht nur in China) vorgefertigten Tafeln erfolgt zu Konfektionen aller Art, insbesondere zu preiswerter junger Mode. Oft auch gefärbt, zum Teil wendbar oder als Pelzinnenfutter. Für einen Mantel werden je nach Mode und Modell etwa 28 bis 45 Zickelfelle benötigt.

## Zahlen, Fakten
- 1864 bis 1988

Weltproduktion von Ziegenfellen für Pelzzwecke (geschätzt)
|         | Zickel    | Kid       | Mufflon | Ziege     | Quelle                                        |
| ------- | --------- | --------- | ------- | --------- | --------------------------------------------- |
| 1864    | –         | –         | –       | –         | Heinrich Lomer                                |
| 1900    | –         | –         | –       | 2.100.000 | Paul Larisch/Joseph Schmidt                   |
| 1923/24 | 2.000.000 | 2.000.000 | 020.000 | 3.000.000 | Emil Brass 1                                  |
| 1930    | 3.000.000 | –         | 500.000 | 2.000.000 | IPA – Internationale Pelz-Ausstellung Leipzig |
| 1950    | 3.000.000 | 0.200.000 | 120.000 | 2.500.000 | Dr. Friedrich Lübstorff                       |

1988 waren Zahlen über den jährlichen Anfall laut Jury Fränkel´s Rauchwarenhandbuch nicht bekannt.
- Vor 1944 betrug der Höchstpreis für Zickelfelle:

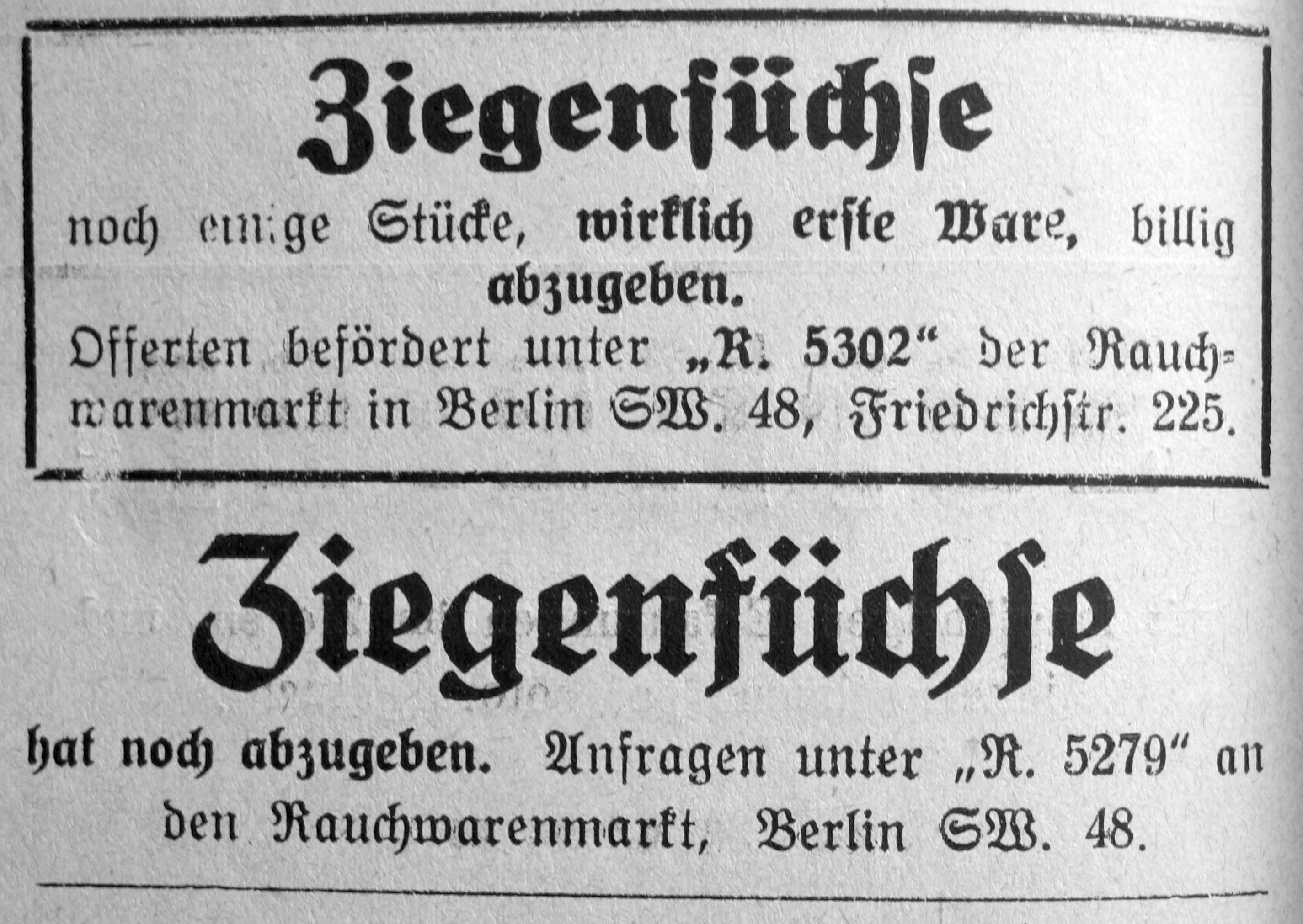
Zwei Anzeigen einer Fachzeitung für als „Ziegenfüchse“ bezeichnete, langhaarige Ziegenfelle (1924)

gefärbt 3,85 RM
für Hodeida-Zickelfelle:
moirierte 15 RM; glatte 5,- RM.

## Anmerkung
1. ↑  Die angegebenen vergleichenden Werte (Koeffizienten) sind das Ergebnis vergleichender Prüfung durch Kürschner und Rauchwarenhändler in Bezug auf den Grad der offenbaren Abnutzung. Die Zahlen sind nicht eindeutig, zu den subjektiven Beobachtungen der Haltbarkeit in der Praxis kommen in jedem Einzelfall Beeinflussungen durch Gerbung und Veredlung sowie weitere Faktoren hinzu. Eine genauere Angabe könnte nur auf wissenschaftlicher Grundlage ermittelt werden.
Die Einteilung erfolgte in Stufen von jeweils 10 Prozent. Die nach praktischer Erfahrung haltbarsten Fellarten wurden auf 100 Prozent gesetzt.